# Anaea arachne
Anaea arachne is een vlinder uit de familie van de Nymphalidae. De wetenschappelijke naam van de soort is voor het eerst geldig gepubliceerd in 1775/1776 door Pieter Cramer.